# Koptische Zahlschrift
Die Bildung der Koptischen Zahlen ist wie die Buchstaben des koptischen Alphabetes an sich von dem griechischen System abgeleitet. So werden den Buchstaben des Alphabets entsprechend ihrer Stellung Zahlwerte zugeordnet. Hierbei gibt es jedoch drei Besonderheiten:
- Die Sechs wird mit dem Buchstaben Sou Ⲋ dargestellt, der ansonsten keine weitere Funktion im Koptischen hat, und in dieser Funktion dem griechischen Stigma Ϛ entspricht.
- Für die Neunzig steht das Fai Ϥ, während im Griechischen das Qoppa Ϟ für diese Zahl steht.
- Die 900 wird durch den Buchstaben Pˢis ənše Ⳁ repräsentiert, wogegen im griechischen das Sampi Ϡ hierfür verwendet wird.

Vor allem im Bohairischen kamen zur Schreibweise der Zahlen zudem spezielle kursive Varianten der koptischen Buchstaben zum Einsatz, die sich im Aussehen teilweise erheblich von den normalen Buchstaben unterschieden.

## Bildung
Wie auch bei den römischen Zahlen werden die Zahlen nun additiv gebildet, das heißt die Zeichen für die Einer, Zehner und Hunderter werden in absteigender Reihenfolge aneinandergeschrieben, sodass man sie einfach nur addieren muss. Um die Zahlen vom übrigen Text abzuheben, werden sie noch mit einem Überstrich versehen.

### Große Zahlen
Für die Darstellung von größeren Zahlen als 999 gibt es zwei Möglichkeiten:
- Durch ein nachgestelltes, dem Komma ähnliches Zeichen (͵) werden, ähnlich wie im griechischen System, die vorherigen Zeichen mit 1000 multipliziert. Auf diese Weise lassen sich nur Zahlen bis 999.999 darstellen.
- Der Überstrich über den Tausender Ziffern wird verdoppelt; über den Ziffern für Millionen verdreifacht usw.

### Brüche
Die Stammbrüche (½, ⅓, ¼ und so weiter) werden geschrieben, indem man hinter die Basis des Bruches ein apostrophähnliches Zeichen (ʹ) setzt. Eine Ausnahme bildet jedoch der Bruch ½, der mit einem besonderen Zeichen (⳽) geschrieben wird.

### Ordinalzahlen
Bei koptischen Ordinalzahlen (1., 2., 3. und so weiter) wird der Zahl einfach das Wort ⲙⲁϩ (mah, „füllen“) vorangestellt.

### Weibliche Zahlen
Bezieht sich die Zahl auf ein weibliches Wort, wird an die Zahl ein Ti ϯ ohne Überstrich gehängt.

## Beispiele
- ⲪⲞⲂ = 572
- ⲢⲔⲀ͵ⲨⲠⲌ oder ⲢⲔⲀⲨⲠⲌ = 121.487
- Ⲋ ⳽Ⲇʹ = 6,75
- ⲙⲁϩ Ⲏϯ = die acht Millionste

## Zahlenwerte der Buchstaben
In der ersten Buchstabenspalte ist der reguläre koptische Buchstabe angegeben und in der zweiten Spalte die kursive Zahlzeichen-Variante. Da diese erst 2014 in den Unicodestandard aufgenommen wurden (Unicodeblock Koptische Zahlzeichen) werden diese noch von kaum einem Font unterstützt.
| Buchstabe | Buchstabe | Buchstabe | Wert | Buchstabe | Buchstabe | Buchstabe | Wert | Buchstabe | Buchstabe | Buchstabe | Wert |
| --------- | --------- | --------- | ---- | --------- | --------- | --------- | ---- | --------- | --------- | --------- | ---- |
| Ⲁ         | 𐋡         | alpʰa     | 1    | Ⲓ         | 𐋪         | iōta      | 10   | Ⲣ         | 𐋳         | rō        | 100  |
| Ⲃ         | 𐋢         | bēta      | 2    | Ⲕ         | 𐋫         | kappa     | 20   | Ⲥ         | 𐋴         | sēmma     | 200  |
| Ⲅ         | 𐋣         | gamma     | 3    | Ⲗ         | 𐋬         | laula     | 30   | Ⲧ         | 𐋵         | tau       | 300  |
| Ⲇ         | 𐋤         | dalda     | 4    | Ⲙ         | 𐋭         | mē        | 40   | Ⲩ         | 𐋶         | he        | 400  |
| Ⲉ         | 𐋥         | ei        | 5    | Ⲛ         | 𐋮         | nē        | 50   | Ⲫ         | 𐋷         | pʰi       | 500  |
| Ⲋ         | 𐋦         | sou       | 6    | Ⲝ         | 𐋯         | kˢi       | 60   | Ⲭ         | 𐋸         | kʰi       | 600  |
| Ⲍ         | 𐋧         | zēta      | 7    | Ⲟ         | 𐋰         | ou        | 70   | Ⲯ         | 𐋹         | pˢi       | 700  |
| Ⲏ         | 𐋨         | ēta       | 8    | Ⲡ         | 𐋱         | pi        | 80   | Ⲱ         | 𐋺         | ō         | 800  |
| Ⲑ         | 𐋩         | tʰēta     | 9    | Ϥ         | 𐋲         | fai       | 90   | Ⳁ         | 𐋻         | pˢis ənše | 900  |